# Hebe epacridea
Hebe epacridea là một loài thực vật có hoa trong họ Mã đề. Loài này được (Hook.f.) Andersen mô tả khoa học đầu tiên năm 1926.